# Austin Abrams
Austin Noah Abrams (Pensilvânia, 2 de setembro de 1996) é um ator americano. Ele é mais conhecido pelo seu papel como Ron Anderson na quinta e sexta temporadas da série de televisão The Walking Dead, Ethan Lewis em Euphoria e Dash em Dash & Lily.

## Início da vida
Abrams nasceu na Pensilvânia e foi criado em Sarasota, Flórida, filho de Lori e Bradley Abrams, que são médicos. Abrams é de herança russa judaica paterna.

## Carreira
Austin é conhecido por interpretar Ron Anderson na série de televisão da AMC The Walking Dead durante sua quinta e sexta temporadas. Em 2017, ele coestrelou o filme de Kyle Wilamowski, All Summers End, interpretando Hunter Gorski, um jovem de 16 anos que presta pouca atenção ao primeiro amor de seu melhor amigo Conrad.
Em 2017, Abrams estrelou como Troy na comédia dramática Brad's Status. Abrams interpretou Jackson Barber em The Americans, em 2018. Em 2019, ele teve um papel importante na adaptação do livro de terror Scary Stories to Tell in the Dark, e em 2020, ele foi o protagonista do filme de romance adolescente da Amazon Prime Video, Chemical Hearts. Ele também desempenhou o papel principal na série da Netflix Dash & Lily. Desde 2019, Abrams interpreta Ethan em Euphoria.

## Filmografia

### Cinema
| Ano  | Título                            | Papel                | Notas |
| ---- | --------------------------------- | -------------------- | ----- |
| 2011 | Ticking Clock                     | James                |       |
| 2012 | Jewtopia                          | Young Adam Lipschitz |       |
| 2013 | Gangster Squad                    | Pete                 |       |
| 2013 | The Kings of Summer               | Aaron                |       |
| 2015 | Sacrifice                         | Tim                  |       |
| 2015 | Paper Towns                       | Ben Starling         |       |
| 2015 | Medicine Men                      | Colt Rossdale        |       |
| 2017 | All Summers End                   | Hunter Gorski        |       |
| 2017 | Tragedy Girls                     | Craig Thompson       |       |
| 2017 | We Don't Belong Here              | Davey                |       |
| 2017 | Brad's Status                     | Troy Sloan           |       |
| 2018 | Puzzle                            | Gabe                 |       |
| 2018 | Dude                              | James                |       |
| 2019 | Scary Stories to Tell in the Dark | Tommy Milner         |       |
| 2020 | Chemical Hearts                   | Henry Page           |       |
| 2022 | Do Revenge                        | Max Broussard        |       |

### Televisão
| Ano           | Título           | Papel               | Notas                                                                                           |
| ------------- | ---------------- | ------------------- | ----------------------------------------------------------------------------------------------- |
| 2012          | The Inbetweeners | Todd Cooper         | Papel recorrente; 4 episódios                                                                   |
| 2014          | Shameless        | Henry McNally       | Episódio: "Emily"                                                                               |
| 2014          | Silicon Valley   | The Carver          | Episódio: "Third Party Insourcing"                                                              |
| 2015–2016     | The Walking Dead | Ron Anderson        | Elenco recorrente; 9 episódios                                                                  |
| 2017          | SMILF            | Casey               | Episódios: "1,800 Filet -O- Fishes & One Small Diet Coke" e "Mark’s Lunch & Two Cups Of Coffee" |
| 2018          | The Americans    | Jackson Barber      | Episódios: "Rififi" e "The Summit"                                                              |
| 2019–2022     | Euphoria         | Ethan Daley         | Papel recorrente (1ª temporada); papel principal (2ª temporada)                                 |
| 2019–presente | This Is Us       | Marc McKeon (jovem) | Papel recorrente; 5 episódios                                                                   |
| 2020          | Dash & Lily      | Dash                | Papel principal                                                                                 |